# 克洛斯特湖 (克洛斯特爾萊寧)
52°20′0.7″N 12°44′28.8″E / 52.333528°N 12.741333°E

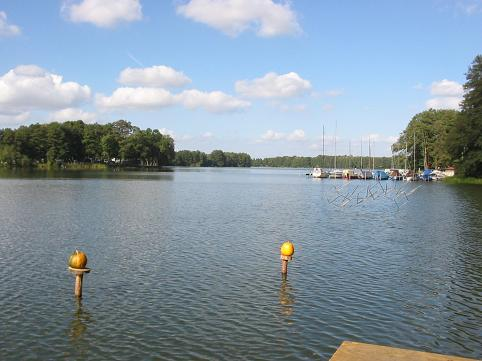

克洛斯特湖（德語：Klostersee），是德國的湖泊，位於該國西南部，由勃蘭登堡州負責管轄，處於克洛斯特爾萊寧，距離首都柏林50公里，面積0.38平方公里，海拔高度29米，最大水深4至6米。